# 細井宏美
細井 宏美（ほそい ひろみ、1989年5月13日 - ）は、東京都出身のタレント、モデル。
所属事務所はエーライツ。愛称はろみひ。

## 略歴・人物
- 2006年ギャル系雑誌『egg』の読者モデルとしてデビュー。2007年8月号で初ピン表紙を飾り、読者から「ろみひ」の愛称で人気を得る。以降、24回もの表紙を飾る『egg』の看板モデルとなった。2012年8月号で事実上の卒業となり、主婦の友社『S Cawaii!』への電撃移籍を発表した。
- 身長が148センチメートルとモデルとしては小柄ではあるが、その圧倒的な存在感とファッションセンスは読者やファンからも人気の一つの要因となっている。
- 2009年12月14日放送の『めざましテレビ』では、東京・渋谷のギャル100人に「2010年のファッションリーダーは誰か」というアンケートで1位に選ばれた。
- 同じ所属事務所の鈴木あやなどと親交があり、様々なイベントで共演する機会が多い。

## 出演

### テレビ
- ギャルサー（2006年、日本テレビ系） - 第8話ゲスト出演
- めざましテレビ（2009年、フジテレビ系）
- 限定品コラボネーゼ（2010年2月・3月、フジテレビ系）
- あいまいナ!（2010年4月 、TBS系） - 準レギュラー
- 芸能人デコカジ選手権（2010年8月 、フジテレビ系）
- 王様のブランチ（2010年12月 、TBS系）
- Will together〜ウィル・トゥギャザー〜（2011年7月 - 、テレビ神奈川） - リポーター

### 雑誌
- egg（2006年～2012年8月号）
- S Cawaii！（2012年9月号～）

### インターネット放送
- TBS公式ネット番組「ギャルトーク天国」 - レギュラー出演

### その他
- ブランド「COCOLULU」イメージモデル
- ブランド「SBY」イメージモデル
- DHC「薬用ディープクレンジングオイル」イメージモデル
- プリクラ機「盛りカワCUTIE」イメージモデル